# 灰背椴
灰背椴（学名：Tilia oliveri var. cinerascens）为椴树科椴树属下的一个变种。

## 扩展阅读
- 維基物種上的相關：灰背椴